# Amphicteis dalmatica
Amphicteis dalmatica är en ringmaskart som beskrevs av Anne D. Hutchings och Rainer 1979. Amphicteis dalmatica ingår i släktet Amphicteis och familjen Ampharetidae. Inga underarter finns listade i Catalogue of Life.